# Cnestrum
Cnestrum is een vliegengeslacht uit de familie van de oevervliegen (Ephydridae).

## Soorten
- C. lepidopes Becker, 1896